# Manuel Rosetti
Manuel Rosetti (Buenos Aires, 1833 - Curupayty, Paraguay, septiembre de 1866) fue un militar con rango de coronel argentino, que participó en las luchas contra los indígenas, en las guerras civiles argentinas y en la Guerra del Paraguay. Murió en la batalla de Curupayty.

## Biografía
Era hijo de un inmigrante italiano, dueño de un campo en Lobería. En su juventud se dedicó al comercio. Se enroló por primera vez en el ejército durante el sitio de Buenos Aires por el general Hilario Lagos, en 1853. Al año siguiente se unió a la Legión Voluntaria de italianos, a las órdenes del coronel Silvino Olivieri, pasando poco después a servir a órdenes del coronel Juan Bautista Charlone en la frontera sur con los indígenas. Luchó en la batalla de Sol de Mayo contra los indios de Calfucurá.
Pasó a servir en un batallón de infantería de línea, y de éste al regimiento de Patricios, llamado por entonces Regimiento Nro. 1 de Infantería. Por un tiempo fue subcomandante militar de la isla Martín García.
Luchó en Cepeda, batalla en que fue herido de cierta gravedad, y luego en el combate naval de San Nicolás de los Arroyos. Dos años más tarde combatió en la batalla de Pavón, formó parte del avance porteño hasta Córdoba y fue ascendido a teniente coronel.
En 1863 fue el segundo jefe de la frontera oeste de la provincia, a órdenes del general Julio de Vedia. Más trade participó en la campaña contra el Chacho Peñaloza, que había tomado la ciudad de Córdoba. Combatió en la batalla de Las Playas.
Asumió el mando de la frontera oeste al año siguiente y fundó el pueblo de Nueve de Julio.

## La Guerra del Paraguay
Participó en la Guerra del Paraguay como jefe del Regimiento número 1, luchando en Corrientes, Yatay, Boquerón y Tuyutí. En esta última batalla se destacó por su capacidad de mando, y en la de Yataytí Corá dejó a todos los demás oficiales, incluido el general Mitre, asombrados por su valentía. Fue premiado con el ascenso a coronel.
Esa valentía sería la que le costaría la vida: al frente de su regimiento participó en el inútil asalto frontal que ordenó Mitre en Curupaytí. Como todos los oficiales argentinos, iba vestido de gala, por lo que fue un blanco visible y fácil. Fue herido en el vientre y retirado por sus soldados, hacia el hospital. Pero la herida se complicó con una infección y murió en la mañana siguiente.